# 安娜 (電視劇)
《安娜》，為韓國Coupang Play於2022年6月24日起播出原創電視劇，改編自鄭韓雅作家的長篇小說《親密的異邦人》，由《單身騎士》的導演李珠英打造。此劇是雷普利系列（天才雷普利）之一，故事講述女主角由美的成長和經歷，在惡劣的生活條件下，由美不想被人瞧不起，
經常要求家人滿足她的虛榮心。而由美求學中，以為是在談戀愛，卻被老師的感情出賣了，被迫離開家一個人去首爾生活，求學過程不順利，她不想讓父親擔心，所以開始撒謊。在首爾一邊打工一邊補習，後來找到一份薪資穩定工作，但一再的感受雇主言語中地位上強勢，而產生一種想要盜用賢珠身份而改變生活的一種冒險，也是由美人生開始變成另一個身份，從作家的作品以由美和其他人物塑造內容來看，非常有共鳴。台灣由Amazon Prime Video播出

## 演員陣容

### 主要人物
| 演員                                     | 角色   | 介紹 |
| 裴秀智 （童年：崔素律） （少年：金秀仁） | 李由美 | 從一個微不足道的謊言開始，過著完全不同人生的女人。在貧窮的父親和聾啞的母親之間出生的她，有很多想做的和擅長的事情，雖然盡最大力氣，努力的生活，但是從疲憊的生活中疲憊不堪的李由美，變身為所有人都羨慕的完美的李安娜。 |
| 鄭恩彩 （少年：高素賢 ）                 | 李賢珠 | 李由美的前職場上司。她對別人沒有惡意也並不關心，只享受自己優越人生的"馬雷畫廊"的小理事。出生在富裕的家庭，留學回來後一起經營著父親擁有的畫廊。與曾是基層職員的李由美成為完全不同的安娜後，展開了微妙的心理戰。       |
| 金准韩                                   | 崔志勛 | 他是有潛力的風險企業的代表，年紀輕輕就白手起家。作為懷著與眾不同的野心追求目標指向型生活的人物，他選擇了和自己有著相似一面的安娜（李由美）展開沒有愛情的婚姻。為了實現自己的慾望，不擇手段的將安娜逼到非正義的境地。 |
| 朴藝瑛                                   | 韓智媛 | 由美大學校志編輯部的前輩，是由美唯一信任的人。無論對誰來說都是溫柔、利他，性格直率的人。大學畢業後成爲夢寐以求的記者後，她與李由美繼續保持親密關係，成為她堅實的後盾。                                               |

### 其他人物
| 演員   | 角色   | 介紹                                                                                           |
| 金正英 | 洪珠   | 李由美的母親，聾啞人士，後患有癡呆症，正在療養院。                                             |
| 崔勇進 | 李相浩 | 李由美的爸爸。他經營著一家西服店，性格非常善良，後死於癌症。                                   |
| 許亨圭 | 姜在浩 | 李由美假扮大學生時的男朋友。                                                                   |
| 禹智賢 | 金善宇 | 賢珠經營的"馬雷畫廊"所屬餐廳的料理部忙內。                                                     |
| 金秀珍 | 金室長 | 賢珠經營的"馬雷畫廊"工作的室長。                                                               |
| 吳萬時 | 李作家 | 賢珠的爸爸，同時也是"馬雷畫廊"的社長。討厭不遵守約定,性格冷淡。                                |
| 白智媛 | 大理事 | 賢珠的母親，同時也是"馬雷畫廊"的理事。是一個想要將自己追求的價值觀和願望投射到賢珠生活中的人。 |
| 尹智敏 | 尹素英 | 李由美的大學前輩兼教授。                                                                       |

## 爭議
劇中一幕描述由美把老闆送給她的手錶拿去變賣，而店員則表示該手錶品牌是中國製造、運到瑞士上個螺絲，假裝是瑞士製造。此番舉動引起中國網民強烈不滿，有人表示這一幕抹黑中國產品，亦有人引述新華社一篇2006年的報道指，有一名李姓美籍韓國人2000年註冊手錶品牌，然後在瑞士和韓國註冊，該人從中國進口錶鏈與表扣，並從韓國生產商處購買時針、分針、包裝盒等廉價配件。

## 提名及獲獎列表
| 年度   | 頒獎典禮              | 獎項                      | 入圍者   | 結果 | 備註                      |
| ------ | --------------------- | ------------------------- | -------- | ---- | ------------------------- |
| 2022年 | 第8屆APAN Star Awards | 女子演技賞                | 白智媛   | 獲獎 |                           |
| 2022年 | 第8屆APAN Star Awards | OTT女子優秀演技獎         | 鄭恩彩   | 提名 |                           |
| 2022年 | 第8屆APAN Star Awards | OTT女子最優秀演技獎       | 裴秀智   | 提名 |                           |
| 2023年 | 第21届韩国导演选择奖  | 影集部門 年度女演員獎     | 裴秀智   | 獲獎 | [ 4 ] [ 5 ]               |
| 2023年 | 第21届韩国导演选择奖  | 影集部門 年度女演員獎     | 鄭恩彩   | 提名 | [ 4 ] [ 5 ]               |
| 2023年 | 第21届韩国导演选择奖  | 影集部門 年度新女演員獎   | 朴藝瑛   | 獲獎 | [ 4 ] [ 5 ]               |
| 2023年 | 第21届韩国导演选择奖  | 影集部門 年度新男演員獎   | 崔勇进   | 提名 | [ 4 ] [ 5 ]               |
| 2023年 | 第59屆百想藝術大獎    | TV部門 導演賞             | 李珠英   | 提名 | [ 6 ]                     |
| 2023年 | 第59屆百想藝術大獎    | TV部門 女子最優秀演技賞   | 秀智     | 提名 | [ 6 ]                     |
| 2023年 | 第59屆百想藝術大獎    | TV部門 男子配角賞         | 金准韓   | 提名 | [ 6 ]                     |
| 2023年 | 第59屆百想藝術大獎    | TV部門 女子配角賞         | 鄭恩彩   | 提名 | [ 6 ]                     |
| 2023年 | 第2屆青龍系列大獎     | 電視劇部門 女主角賞       | 秀智     | 獲獎 | [ 7 ]                     |
| 2023年 | 第2屆青龍系列大獎     | 電視劇部門 男配角賞       | 金准韓   | 提名 | [ 7 ]                     |
| 2023年 | 第2屆青龍系列大獎     | 電視劇部門 女配角賞       | 鄭恩彩   | 提名 | [ 7 ]                     |
| 2023年 | 第18屆首爾國際電視節  | 國際競爭部門 迷你劇作品賞 | 《安娜》 | 提名 | [ 8 ] [ 9 ] [ 10 ] [ 11 ] |
| 2023年 | 第18屆首爾國際電視節  | 國際競爭部門 女子演員賞   | 秀智     | 獲獎 | [ 8 ] [ 9 ] [ 10 ] [ 11 ] |